# تشارلز ووكر
تشارلز ووكر (بالإنجليزية: Charles Walker) هو سياسي فيجي، ولد في 12 يونيو 1928. حزبياً، نشط في Alliance Party (Fiji) ‏.